# Restauradores (Metro de Lisboa)
Restauradores es una estación del Metro de Lisboa. Se sitúa en el municipio de Lisboa, entre las estaciones de Avenida y Baixa/Chiado  de la Línea Azul. Es una de las once estaciones pertenecientes a la red original del metro de Lisboa, inaugurada el 29 de diciembre de 1959.
Esta estación se localiza en la Praça dos Restauradores. Posibilita el acceso a la estación de tren de Rossio, de la CP. Está equipada para poder atender a pasajeros con movilidad reducida: varios ascensores facilitan el acceso al andén.

## Historia
El proyecto arquitectónico original (1959) es de la autoría del arquitecto Falcão e Cunha y las intervenciones plásticas de la pintora Maria Keil.
En 1982, la estación fue ampliada de acuerdo con un proyecto arquitectónico de la autoría del arquitecto Benoliel de Carvalho y las intervenciones plásticas de la pintora Maria Keil. La ampliación de la estación implicó la prolongación de los andenes de embarque y la construcción de un nuevo atrio.
En 1994, el atrio norte de la estación fue remodelado de acuerdo con un proyecto arquitectónico de la autoría de los arquitectos Jorge Sanchez y Duarte Nuno Simões. Además, se instaló una obra del pintor Luíz Ventura, denominada Brasil-Portugal: 500 anos - A Chegança, en contrapartida a las obras As vias da Água y As vias do Céu, del litógrafo David de Almeida, ofrecidas a la estación Conceição del Metro de São Paulo.
En 1998 se remodeló el atrio sur, esta vez de acuerdo con un proyecto arquitectónico de la autoría del arquitecto Manuel Ponte y las intervenciones plásticas del pintor Nadir Afonso y del escultor Lagoa Henriques.